# 慈恩寺 (岐阜市大門町)
慈恩寺（じおんじ）は、岐阜県岐阜市大門町にある、地蔵菩薩を本尊とする臨済宗妙心寺派（東海派天球院下）の寺院。山号は景徳山。織田信長が岐阜の街を守護するために招いた寺の一つ。
なお、岐阜市には同じ寺号の玉保山慈恩寺が溝口中に、高桑山慈恩寺が柳津町高桑に存在する。

## 歴史
弘法大師が自刻したと伝わる地蔵菩薩が小熊村一乗寺にあったが、永禄11年（1568年）に織田信長が岐阜に招来して堂を建立したのがその始まりである。伝説によれば、地蔵菩薩が信長の夢枕に立ち、小熊に帰りたいと訴えたため、地蔵堂のある地を小熊という地名に改めたと伝わる（大門町は明治42年（1909年）に小熊町から分かれて成立した）。この地蔵菩薩は、実際には平安後期に制作されたと推定され、岐阜県最古の地蔵菩薩像として岐阜市の文化財となっている。慶長14年（1609年）に今川氏朝が快川紹喜の法嗣、淳岩玄朴を開山に招いて寺院としている。また、安永6年（1777年）に制作された木造の松尾芭蕉座像が境内の芭蕉庵に祀られており、こちらも岐阜市の文化財となっている。なお、芭蕉庵は美園町の篠田佐兵衛、天野勘三により文政年間に建てられたものである。

## 文化財

### 岐阜市指定文化財
- 木造延命地蔵菩薩坐像
- 木造芭蕉像